# Ein Menschenschicksal (Erzählung)

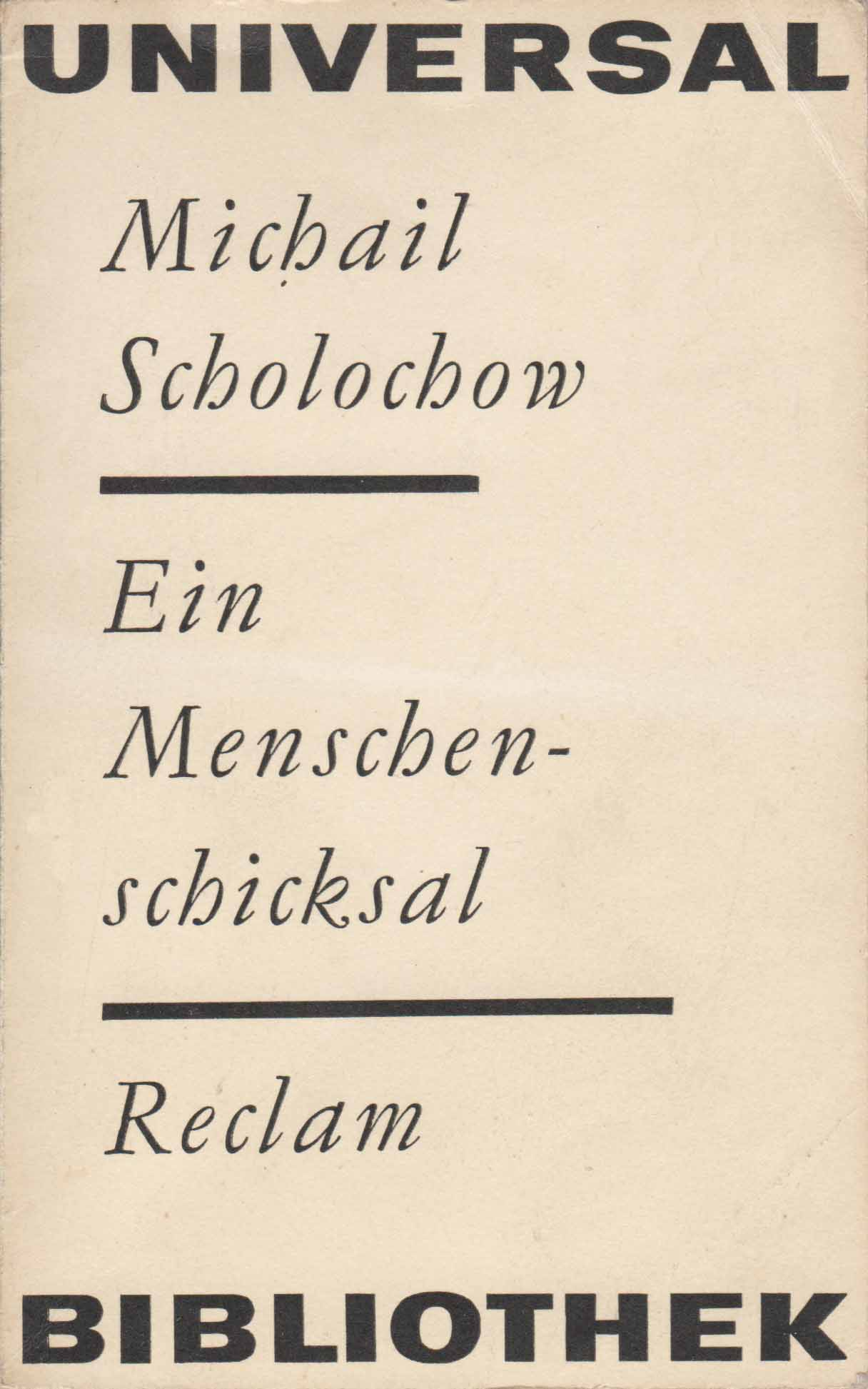
Einband der Reclam-Ausgabe von 1972

Ein Menschenschicksal (russischer Originaltitel: Судьба человека, Transkription: Sudba tscheloweka) ist eine Erzählung des sowjetischen Schriftstellers Michail Scholochow aus dem Jahr 1956. Darin wird die Lebensgeschichte von Andrei Sokolow erzählt, der trotz eines Lebens voller schwerer Schicksalsschläge sich am Ende Hoffnung, Mut und Menschlichkeit bewahrt hat.

## Inhalt
Im Frühling 1946 trifft der namenlose Ich-Erzähler der Geschichte an einem Flussufer auf Andrei Sokolow und dessen kleinen Adoptivsohn Wanja. Während die beiden Männer zwei Stunden auf die Überfahrt mit einem Kahn warten müssen, erzählt Andrei seine Lebensgeschichte:
Er wurde 1900 geboren und kämpfte im Russischen Bürgerkrieg auf der Seite der Bolschewisten. Im Hungerjahr 1922 starben seine Eltern und seine Schwester. Er geht in seine Heimatstadt Woronesch zurück, arbeitet erst als Zimmermann, später als Schlosser. Er heiratet Irina, die beiden bekommen drei Kinder. 1929 lässt er sich als Kraftfahrer ausbilden, um nicht mehr in einer Fabrik arbeiten zu müssen. In den folgenden Jahren kann er es zu einem bescheidenen Wohlstand bringen und der Familie ein kleines Häuschen kaufen. Doch dann beginnt der Krieg: Sokolow wird eingezogen, und Irina hat die Vorahnung, dass sie ihren Mann nie wiedersehen wird. Um sich beim Abschied nicht vom Mitleid übermannen zu lassen, reißt er sich abrupt von ihr los, was ihm später immer wieder leid tut.
Auch im Krieg wird Sokolow als Kraftfahrer eingesetzt. Er wird zweimal leicht verwundet und gerät im Mai 1942 bei einem Munitionstransport in Gefangenschaft. Beim Marsch ins Gefangenenlager muss er mit anderen Gefangenen in einer verlassenen Kirche übernachten. Sie vermuten, dass die Deutschen am nächsten Morgen die Kommandeure sowie die Juden töten werden und mit den restlichen Gefangenen weiterziehen. Durch ein mitgehörtes Gespräch entdeckt Sokolow einen Verräter, der seinen Zugführer an die Deutschen ausliefern will. Zusammen mit dem Zugführer erwürgt Sokolow ihn.
Vom Gefangenenlager in Poznan gelingt ihm zunächst die Flucht, doch dann wird er doch von den deutschen Truppen aufgespürt, schwer misshandelt und wieder eingesperrt. Schwach und ausgehungert müssen die Gefangenen in einem Steinbruch arbeiten. Eine Bemerkung Sokolows über die nicht zu schaffenden Arbeitsnormen wird an den Lagerkommandanten Müller verraten. Dieser möchte ihn eigentlich töten, doch die Standhaftigkeit, mit der Sokolow dem Tod ins Auge sieht, imponiert Müller, und er lässt ihn leben.
Nach einer Odyssee durch verschiedene Zwangsarbeiterlager kommt Sokolow zur Organisation Todt, wo er als Chauffeur eines Majors eingesetzt wird, der an der Ostfront den Bau von Verteidigungsstellungen überwacht. Dies nutzt Sokolow zur Flucht: Er schlägt einen betrunkenen deutschen Unteroffizier nieder und stiehlt dessen Uniform. Später überwältigt er auch seinen Major, schlägt ihn bewusstlos und fährt ihn in der deutschen Uniform unter größter Gefahr über die Frontlinie, um den Major samt seiner Aktentasche voller geheimer Papiere den sowjetischen Truppen zu übergeben.
Im Lazarett erfährt er, dass Irina und seine beiden Töchter schon zu Beginn des Krieges in ihrem Haus von einer Bombe getötet wurden, die für die benachbarte Flugzeugfabrik bestimmt war. Eine Nachricht von seinem Sohn Anatoli gibt ihm wieder Hoffnung: Dieser hat es bis zum Hauptmann in der Artillerie gebracht. Inzwischen ist das Frühjahr 1945 angebrochen, Anatoli und Andrei Sokolow sind beide am Endkampf um Berlin beteiligt, doch dann trifft Andrei der nächste Schicksalsschlag: Am letzten Tag des Krieges wird Anatoli von einem deutschen Scharfschützen tödlich getroffen.
Sokolow kehrt einsam und hoffnungslos in die Heimat zurück und kommt bei einem Freund und dessen Frau in Urjupinsk unter. Er arbeitet wieder als Kraftfahrer, und an einer Imbissbude begegnet ihm immer wieder ein kleiner, verwahrloster, offensichtlich verwaister Junge namens Wanja. Eines Tages fasst er sich ein Herz, nimmt den Jungen mit und erzählt ihm, dessen im Krieg verschollener Vater zu sein. Wanja umarmt ihn überglücklich und lebt fortan bei ihm. Wegen eines Verkehrsunfalls mit einer Kuh verliert Sokolow seine Fahrerlaubnis und zieht nun mit Wanja nach Kaschary, um dort wieder als Zimmermann zu arbeiten.
Sokolows Erzählung aus seinem Leben ist zu Ende, und der erwartete Kahn für die Flussüberfahrt ist angekommen. Der Erzähler fühlt sich nun mit Sokolow brüderlich verbunden und denkt, den beiden wehmütig nachblickend:

„Was erwartet sie in der Zukunft? Ich hoffte und wünschte, daß dieser Russe, ein Mann mit unbeugsamem Willen, durchhalten wird und daß der andrere, auf des Vaters Schultern gestützt, heranwachsen wird, um dereinst, zum Manne geworden, auf seinem Wege alles zu überwinden, alles zu überstehen, wenn die Heimat ihn ruft.“

## Veröffentlichung
Scholochow schrieb die Erzählung im Jahr 1956, sie wurde in den Ausgaben vom 31. Dezember 1956 und 1. Januar 1957 in der Prawda veröffentlicht. Die deutsche Übersetzung von Otto Braun erschien in der DDR 1958 im Verlag Kultur und Fortschritt, mit einem Titelbild von Werner Ruhner. Die Lizenzausgabe für die BRD, die Schweiz und Österreich erschien 1960 im Darmstädter Progress-Verlag von Johann Fladung.

## Adaptionen
1959 wurde die Erzählung, ebenfalls unter dem Titel Ein Menschenschicksal, unter der Regie von Sergei Bondartschuk verfilmt. 1961 schrieb der russische Komponist Iwan Dserschinski eine gleichnamige Oper in drei Akten und 13 Bildern.

## Kritiken
Anlässlich einer Neuausgabe der Edition Büchergilde von 2009 resümiert Gregor Ziolkowski in seiner Rezension für Deutschlandradio Kultur:

„‚Ein Menschenschicksal‘ ist eine große Erzählung. [...] Das Pathos dieser Erzählung kleidet sich in eine schlichte Sprache und entfaltet auf diese Weise seine ganze Dimension. Es ist die Dimension einer großen menschlichen Tragödie, die frei ist von allen falschen Tönen.“

## Ausgaben
- Michail Scholochow: Ein Menschenschicksal. Erzählung. Leipzig: Reclam, 7. Aufl. 1971. (=RUB 126, Nachwort von Harri Jünger)